# 寡穗早熟禾
寡穗早熟禾（学名：Poa paucispicula），为禾本科早熟禾属下的一个植物种。